# Теси (Аньшань)
Теси́ (кит. упр. 铁西, пиньинь Tiěxī, буквально: «западнее железной дороги») — район городского подчинения городского округа Аньшань провинции Ляонин (КНР).

## Соседние административно-территориальные единицы
К востоку от Теси находится район Тедун, с остальных сторон он окружён районом Цяньшань.

## Административно-территориальное деление
Район Теси делится на 10 уличных комитетов.